# Mochloribatula floridana
Mochloribatula floridana är en kvalsterart som först beskrevs av Banks 1904.  Mochloribatula floridana ingår i släktet Mochloribatula och familjen Mochlozetidae. Inga underarter finns listade i Catalogue of Life.